# Gurabo (Repubblica Dominicana)
Gurabo è un sobborgo di Santiago de los Caballeros, seconda città della Repubblica Dominicana, che si trova al centro della regione del Cibao.
Santiago de los Caballeros conta quasi un milione di abitanti, molti dei quali di recente immigrazione, situata a 150 km dalla capitale, Santo Domingo, a cui è collegata da una moderna (ed unica) autostrada, è diventata la capitale economica del paese e il centro dello sviluppo basato sulle Zone Franche.
Le sue periferie si arrampicano sulle colline che la circondano e sono abitate per lo più da ex-contadini o immigrati haitiani. Gurabo è uno di questi sobborghi che ha conosciuto una crescita vertiginosa alla fine del secolo scorso.
Lungo la via Luperon che esce dal centro della città si sono costituite una serie di urbanizzazioni e di baraccopoli che si protraggono per 7-8 chilometri verso il nord lungo quella che solo pochi anni fa era la strada per Puerto Plata.

## Problemi sociali
Due di queste comunità sono di particolare interesse perché ospitano dominicani santiagueri, contadini trasferitesi vicino alla città e immigrati haitiani di lunga e fresca data: tali zone hanno il nome di Los Perez e Los Platanitos.
Queste comunità costituiscono un mondo di contadini e immigrati che arrivano dalla Cordigliera centrale, dalle zone della Barahona e della Sierra, da Haiti. Sono lavoratori migranti che hanno seguito la rotta della canna da zucchero, con una storia di espansione e decadenza; sono famiglie povere e impoverite; un mondo di segregazione ed esclusione in cui la popolazione è emarginata, sfruttata, ingannata, dove le leggi non sono certo quelle dello Stato, dove la democrazia e la cittadinanza sono un privilegio di pochi.
Sono comunità in cui manca una dimensione storica, una esperienza di tradizioni condivise e di vita comunitaria. La loro storia è quella degli immigrati che, nelle diverse epoche, si sono fermati e insediati lì, ma è anche la storia di quelli che sono arrivati e poi ripartiti. Per molti sono solo un luogo di transito, un posto di passaggio.
I vincoli con il resto della società sono deboli; le relazioni al loro interno sono recenti, difficili, frammentate.
In queste situazioni sono i pregiudizi sociali a strutturare la convivenza, a creare spazi di segregazione e a dare luogo a manifestazioni di violenza tra le varie componenti della comunità. L'immigrazione, la povertà, l'emarginazione, la precarietà, la mancanza di un futuro certo, la forte disoccupazione, la mancanza dei diritti di nazionalità e tutto ciò che questa comporta, i pregiudizi sociali, la diversità culturale, la discriminazione razziale, la xenofobia, il razzismo, la violenza sono tutte cose che rendono ancora più difficile la costruzione di una vera e propria comunità.